# Anthony Akumu
Anthony Akumu (Rachuonyo, 20 ottobre 1992) è un calciatore keniota, centrocampista del Kheybar Khorramabad e della nazionale keniota.

## Palmarès

### Club

#### Competizioni nazionali
- Coppa di Kenya: 1

Gor Mahia: 2011
- Campionato keniota: 2

Gor Mahia: 2013, 2014
- Campionato zambiano: 3

ZESCO Utd: 2017, 2018, 2019